# Pinterville
Pinterville is een gemeente in het Franse departement Eure (regio Normandië) en telt 852 inwoners (2005). De plaats maakt deel uit van het arrondissement Les Andelys.

## Geografie
De oppervlakte van Pinterville bedraagt 5,9 km², de bevolkingsdichtheid is 144,4 inwoners per km².
De onderstaande kaart toont de ligging van Pinterville met de belangrijkste infrastructuur en aangrenzende gemeenten.

## Demografie
Onderstaande figuur toont het verloop van het inwonertal (bron: INSEE-tellingen).